# Japonopsimus exocentroides
Japonopsimus exocentroides är en skalbaggsart som beskrevs av Holzschuh 1984. Japonopsimus exocentroides ingår i släktet Japonopsimus och familjen långhorningar. Inga underarter finns listade i Catalogue of Life.